# Stefan Szczurowski
Stefan Szczurowski (* 17. April 1982 in Perth) ist ein ehemaliger australischer Ruderer und Olympiadritter 2004.

## Sportliche Karriere
Stefan Szczurowski gewann 1999 den Titel im Vierer ohne Steuermann bei den Junioren-Weltmeisterschaften. Im Jahr darauf wechselten Szczurowski und Neil Dennis in den Zweier ohne Steuermann und gewannen auch in dieser Bootsklasse den Titel. 2001 traten die beiden zusammen in der Erwachsenenklasse an und belegten den zwölften Platz bei den Weltmeisterschaften in Luzern. 2002 wechselte der 1,90 m große Szczurowski in den Achter und belegte den siebten Platz bei den Weltmeisterschaften in Sevilla. Im Jahr darauf bei den Weltmeisterschaften 2003 in Mailand erreichte der Achter den fünften Platz. Bei den Olympischen Spielen 2004 in Athen gewann der australischen Achter die Bronzemedaille hinter dem US-Boot und den Niederländern.